# Ti sange til digte af Vilhelm Krag
Ti sange til digte af Vilhelm Krag opus 31 is een liederenbundel gecomponeerd door Agathe Backer-Grøndahl. Het was na Ti sange til texter af Vilhelm Krag haar tweede liederenbundel die geheel gewijd was teksten en gedichten van de Deen Vilhelm Krag. Deze liederenbundel werd in 1894 uitgegeven door de muziekuitgeverij van Brødrene Hals (nrs. 780-789), verdeeld over twee boekjes van elk vijf liedjes. Sommige liederen lagen al een aantal jaar op de plank. Bij deze liederenbundel gaf de componiste specifiek aan dat ze geschreven waren voor mezzosopraan of bariton.
De tien liederen zijn:
1. Madonnas svaner in allegro in 12/8-maatsoort
2. Valborgsnat paa havet in lento in 4/4-maatsoort
3. Der skreg en fugl in allegro in 4/4-maatsoort
4. Middelhavsnat in grave e con espressione in 6/4-maatsoort
5. Storm in allegro con molto fuoco in 4/4-maatsoort
6. Alverden skal synge din Bryllupsdag in molto allegro in 12/8-maatsoort
7. Græd kun du blege in tranquillo in 6/8-maatsoort
8. Valborgsnat in allegretto in 6/8-maatsoort
9. Saa vugger den flammende kaktusblomst in andantino in 6/8-maatsoort
10. Men inde i palmelunden in lento in 4/4-maatsoort

De componiste voerde lied nummer 6 (Alverden) zelf minstens vier keer uit:
- 10 november 1898 met zangeres Eva Nansen in Oslo, waarbij ook Madonnas svaner en Saa vugger werd gezongen
- 19 september 1899 met zangeres Olivia Dahl in Arendal
- 2 november 1901 met zangeres Dagmar Möller in Uppsala
- 5 november 1901 met zangeres Borghild Blyberg in Gävle

Thorvald Lammers was destijds een beroemd bariton in Noorwegen, maar het is niet bekend of hij de liederen ooit heeft gezongen.